# تثبیت (ژنتیک جمعیت)
در ژنتیک جمعیت، تثبیت (به انگلیسی: Fixation)، عبارت است از تغییر در یک مخزن ژنی از وضعیتی با حداقل دو گونه از یک ژن خاص (آلل) در یک جمعیت معین به وضعیتی که تنها یکی از آلل‌ها باقی می‌ماند. در غیاب جهش یا مزیت هتروزیگوت، هر آللی باید در نهایت به‌طور کامل از جمعیت از بین برود یا ثابت شود (یعنی به‌طور دائم در فرکانس ۱۰۰٪ در جمعیت ایجاد شود). اینکه یک ژن در نهایت از بین می‌رود یا ثابت می‌ماند به ضریب انتخاب و نوسان‌های شانس رخ‌دادن در نسبت‌های آللی بستگی دارد. تثبیت می‌تواند به یک ژن به‌طور کلی یا خاص در موقعیت نوکلئوتیدی در زنجیره DNA (منبع) اشاره کند.
در فرایند جایگزینی (substitution)، یک آلل که در گذشته وجود نداشت، با جهش ایجاد می‌شود و با انتشار در میان جمعیت توسط رانش ژنتیکی تصادفی یا انتخابی مثبت، تثبیت می‌شود. هنگامی که فراوانی آلل به ۱۰۰٪ رسید، یعنی تنها گونه ژن موجود در هر عضوی است، گفته می‌شود که جمعیت «تثبیت‌شده» است.
به‌طور مشابه، گفته می‌شود که تفاوت‌های ژنتیکی بین آرایه‌ها در هر گونه ثابت شده‌است.